# Chautauqua (onderwijs)

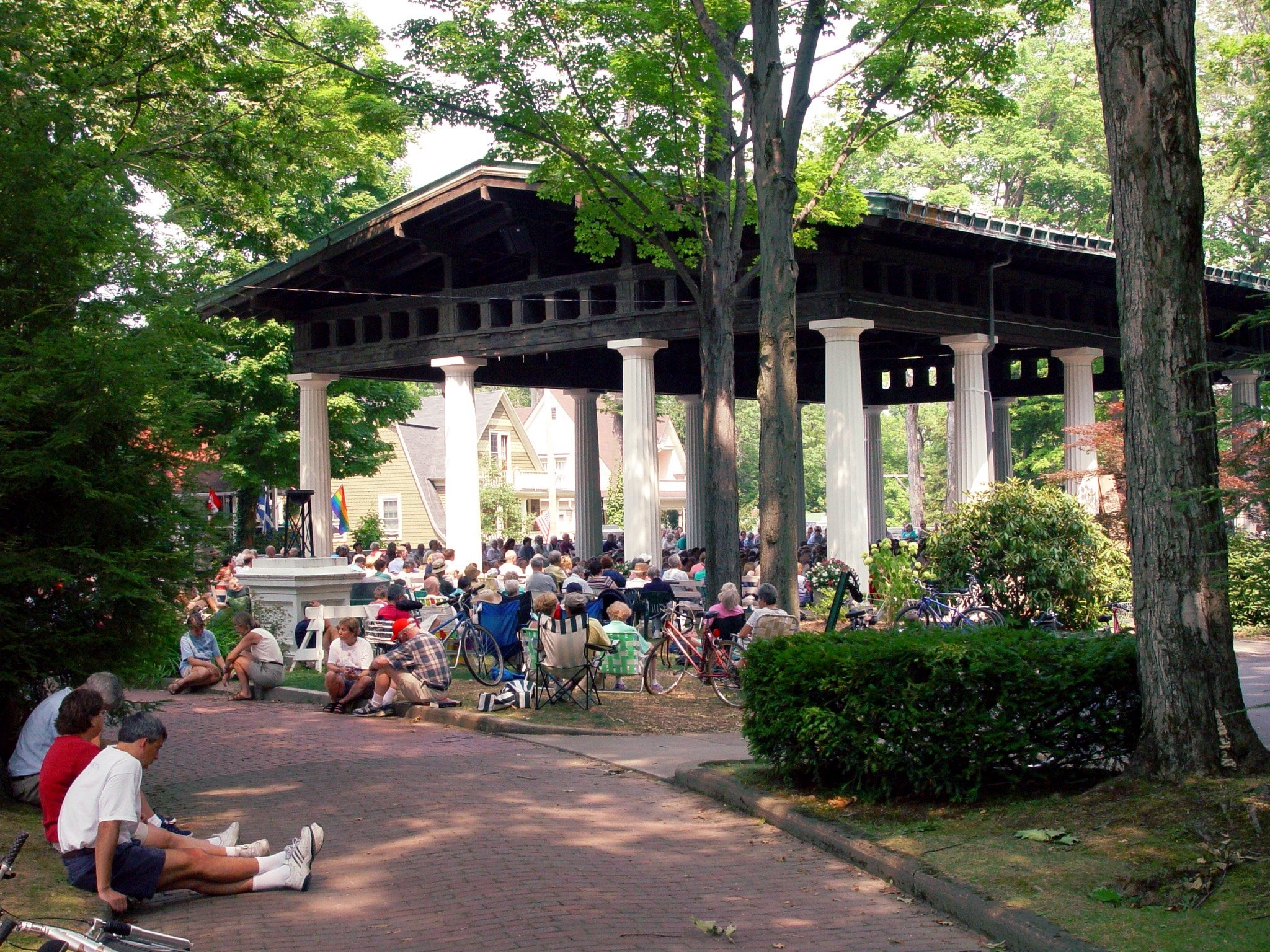
Chautauqua Institute, Hall of Philosophy, ca. 2002

Chautauqua is een vorm van volwasseneneducatie alsmede een sociale beweging in de Verenigde Staten, zeer populair in de laat 19e en vroeg 20e eeuw.
Chautauqua-congressen breidden zich uit en verspreidden zich tot het midden van de jaren twintig van de 19e eeuw over het hele Amerikaanse platteland. De Chautauqua zorgde voor amusement en cultuur voor de hele gemeenschap, met sprekers, leraren, muzikanten, showmannen, predikers en specialisten van de dag. De voormalige Amerikaanse president Theodore Roosevelt werd geciteerd en zei dat Chautauqua "het meest Amerikaanse in Amerika" is.